# Elousa schausi
Elousa schausi là một loài bướm đêm trong họ Erebidae.